# Hemigaster samarensis
Hemigaster samarensis là một loài tò vò trong họ Ichneumonidae.